# Oberding

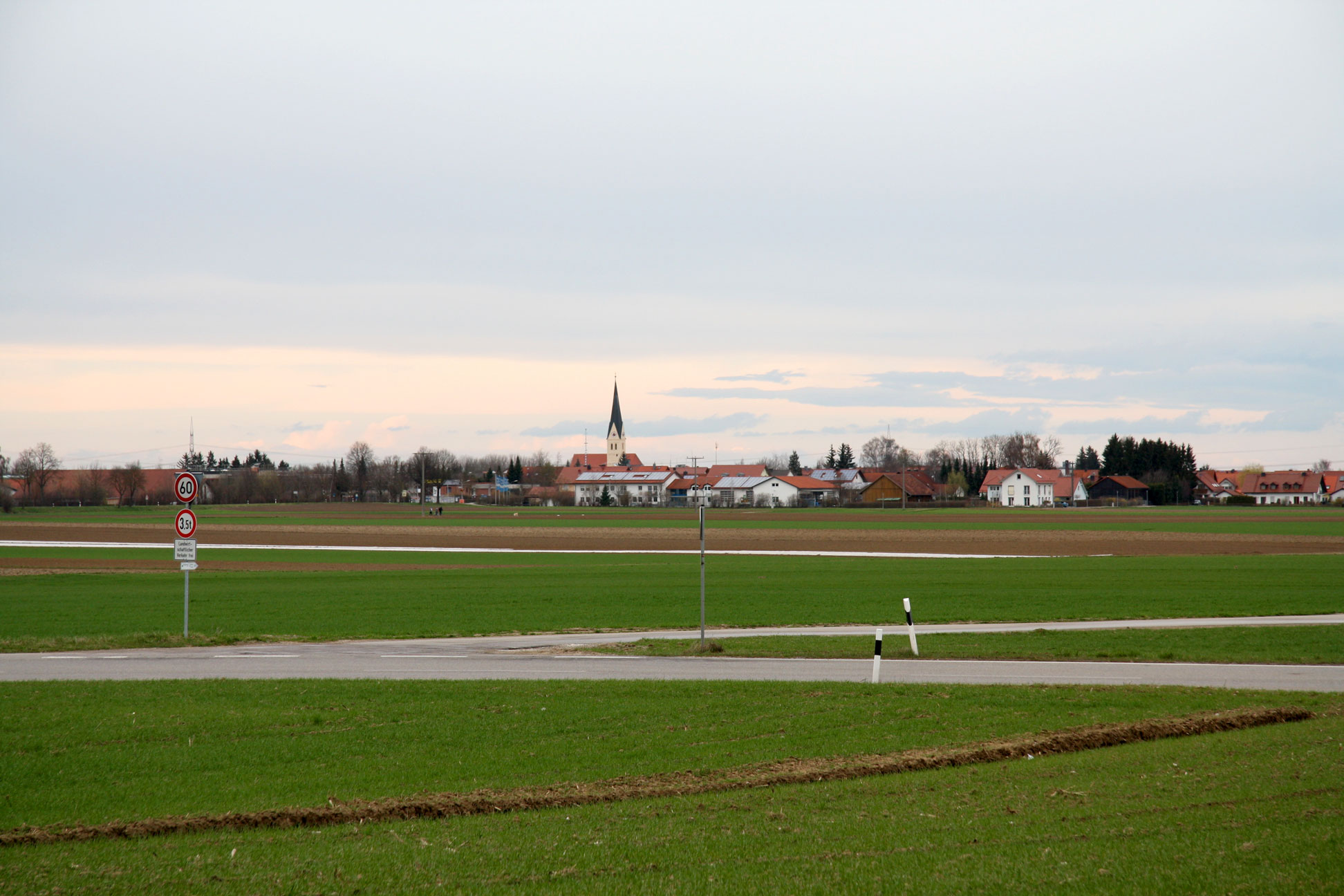
Gemeindeteil Oberding, vom Kraftwerk Aufkirchen aus gesehen

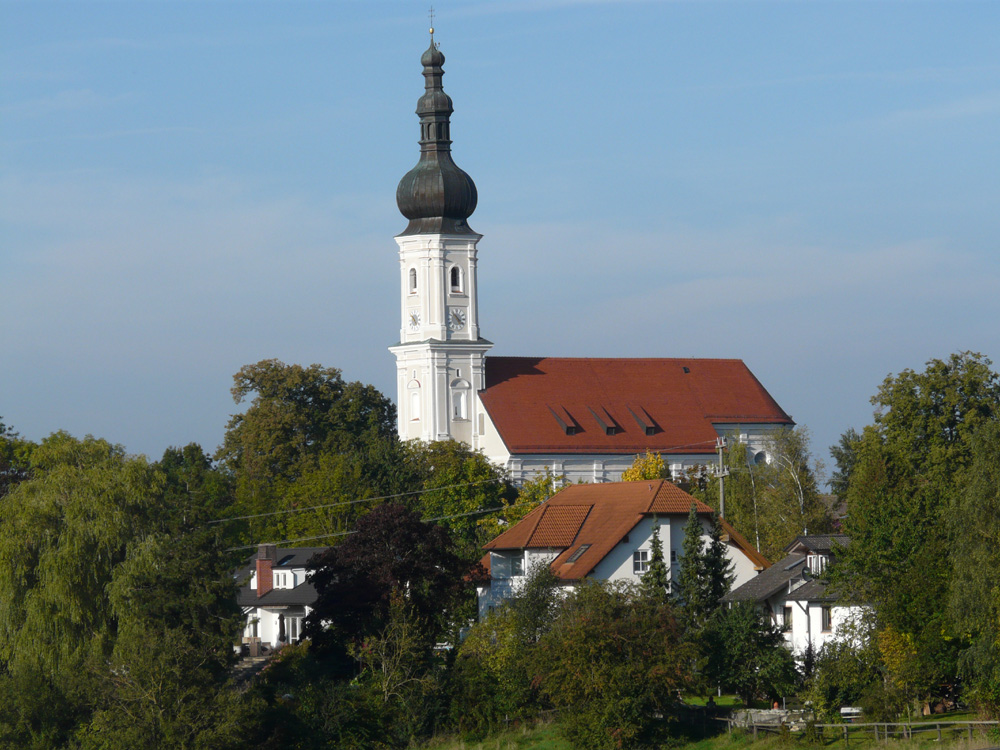
St. Johann Baptist in Aufkirchen

Oberding ist eine Gemeinde im oberbayerischen Landkreis Erding.

## Geographie

### Lage
Oberding liegt in der Region München mitten im Erdinger Moos zwischen den Flüssen Sempt und Dorfen. Die Ortschaft liegt etwa sechs Kilometer nordwestlich der Kreisstadt Erding, 17 km südlich von Freising und 36 km von der Landeshauptstadt München entfernt in unmittelbarer Nähe zum Flughafen München.

### Gemeindegliederung
Es gibt neun Gemeindeteile (in Klammern ist der Siedlungstyp angegeben):
- Aufkirchen (Pfarrdorf)
- München-Flughafen
- Niederding (Pfarrdorf)
- Notzing (Kirchdorf)
- Notzingermoos (Dorf)
- Oberding (Kirchdorf)
- Oberdingermoos (Dorf)
- Schwaig (Pfarrdorf)
- Schwaigermoos (Dorf)

Es gibt die Gemarkungen Notzing und Oberding.

### Gewässer und Natur
Durch die Gemeinde fließen der Mittlere-Isar-Kanal und das Flüsschen Dorfen sowie die Gfällach, alle in etwa in Süd-Nord-Richtung. Es gibt das Naturschutzgebiet Notzingermoos (NSG-00494.01) mit 138,9 ha westlich von Notzing und das Naturschutzgebiet Oberdingermoos (NSG-00492.01) mit einer Größe von 138,6 ha.

### Weiteres
Für den Bau der Start- und Landebahnen des Münchner Flughafens wurden vor 1992 die Bewohner von Franzheim und teilweise auch von Schwaigermoos umgesiedelt. Ein Großteil des heutigen Flughafengeländes, einschließlich der Terminals, liegt im Gemeindegebiet. Für den geplanten Bau der dritten Start- und Landebahn wäre eine weitere teilweise Abtragung von Schwaigermoos notwendig.
Zur vollständigen Vermessung Bayerns wurde 1801 die „Basislinie Unterföhrung-Aufkirchen“ eingerichtet; einer der beiden Endpunkte bildete die Basispyramide – sie befindet sich in Aufkirchen in der Nähe des Kraftwerks Aufkirchen.

## Geschichte

### Frühgeschichte
Aus der frühen Bronzezeit (um 1650 v. Chr.) stammt ein 2014 entdeckter, sorgfältig geborgener und dokumentierter Hortfund (Spangenbarrenhort von Oberding), der 791 standardisierte Spangenbarren aus Kupfer aus dem Salzburger Land und vermutlich auch aus der Slowakei enthält und im Museum Erding ausgestellt ist. Die Mehrzahl dieser Barren war in Gruppen zu 10 mal 10 Bündeln abgelegt worden – einer der frühesten europäischen Hinweise auf die Verwendung eines Dezimalsystems und eines Gewichtssystems.
Dieser Hinweis auf das Dezimalsystem in der Bronzezeit ist besonders interessant, weil später bis zur Römerzeit in Bayern Kelten siedelten, z. B. im Oppidum von Manching, die mit dem Vigesimalsystem in Zusammenhang gebracht werden, das auf der Grundzahl 20 statt zehn basiert.

### Von der ersten Erwähnung bis zur Gemeindegründung
Der Ort Dieng (die heutige Gemeinde Oberding) taucht als „villa deoinga“ erstmals in einer Urkunde vom 3. Juli 750 als Ausstellungsort einer Schenkungsurkunde des Baiernherzogs Tassilos III. auf. Der Ort war später Teil des Kurfürstentums Bayern und bildete eine geschlossene Hofmark des Domkapitels des Hochstifts Freising, die mit dem Hochstift 1803 aufgehoben wurde.

### Gemeinde
Im Zuge der Verwaltungsreformen in Bayern entstand mit dem Gemeindeedikt von 1818 die heutige Gemeinde. Am 1. April 1934 wurde der Ortsteil Mariabrunn an Hallbergmoos abgegeben und 1938 Siglfing an Erding. Am 1. Mai 1978 wurde die Nachbargemeinde Notzing aufgelöst und deren Orte Notzing und Notzingermoos kamen zu Oberding, Goldach kam zu Hallbergmoos.

## Einwohnerentwicklung
Gemäß Bayerischem Landesamt für Statistik  haben sich die Einwohnerzahlen jeweils zum 31. Dezember eines Jahres wie folgt entwickelt:
| Jahr | Einwohner |
| ---- | --------- |
| 1960 | 2931      |
| 1970 | 3033      |
| 1980 | 2898      |
| 1990 | 3549      |
| 1995 | 4078      |
| 2000 | 4902      |
| 2005 | 5141      |

| Jahr | Einwohner |
| ---- | --------- |
| 2006 | 5187      |
| 2007 | 5317      |
| 2008 | 5380      |
| 2009 | 5358      |
| 2010 | 5384      |
| 2011 | 5492      |
| 2012 | 5695      |

| Jahr | Einwohner |
| ---- | --------- |
| 2013 | 5838      |
| 2014 | 5975      |
| 2015 | 6151      |
| 2016 | 6187      |
| 2017 | 6325      |
| 2018 | 6485      |
| 2019 | 6714      |

Seit 1972, dem Jahr der Gemeindereform, hat sich die Einwohnerzahl bis 2015 um 3045 Personen erhöht. Das entspricht einem Wachstum von 98,04 Prozent. In den letzten zehn (fünf) Jahren nahm die Einwohnerzahl um 18,58 (12,00) Prozent zu.
Zwischen 1988 und 2018 erfuhr die Gemeinde nahezu eine Verdoppelung ihrer Einwohnerzahl von 3356 auf 6505 um 3149 Einwohner bzw. um 93,8 %.

## Politik

### Bürgermeister und Gemeinderat
Erster Bürgermeister ist Bernhard Mücke (Gemeinsamer Wahlvorschlag CSU und Wählergemeinschaften). Die Gemeinderatswahlen seit 2014 ergaben folgende Sitzverteilungen:
| Partei/Liste                                   | 2020 | 2014 |
| ---------------------------------------------- | ---- | ---- |
| CSU                                            | 4    | 4    |
| SPD                                            | –    | 1    |
| Wählergruppe Aufkirchen                        | 3    | 3    |
| Wählergemeinschaft Niederding                  | 2    | 2    |
| Wählergemeinschaft Notzing                     | 3    | 3    |
| Wählergemeinschaft Notzinger Moos              | 1    | 1    |
| Wählergemeinschaft Oberding und Oberdingermoos | 4    | 3    |
| Wählergemeinschaft Schwaig/Schwaigermoos       | 3    | 3    |
| Gesamt                                         | 20   | 20   |

### Gemeindesteuern
Die Gemeindesteuereinnahmen betrugen im Jahr 2021 aufgrund der COVID-19-Pandemie in Deutschland nur rund 21,2 Millionen €, davon betrugen die Gewerbesteuereinnahmen (netto) 10,9 Millionen €. Diese vergleichsweise niedrigen Einnahmen sind damit zu erklären, dass durch die Pandemie der Flugverkehr des naheliegenden Flughafen Münchens weitgehend eingeschränkt war. Unter normalen Bedingungen liegen die Gemeindesteuereinnahmen eher um die 30–35 Millionen €. Oberding liegt in der Steuerkraft weit über dem Landesdurchschnitt, die Gemeinde ist schuldenfrei.

### Arbeitsplätze
In der Gemeinde gab es 2021 insgesamt 13.922 sozialversicherungspflichtige Arbeitsplätze und damit mehr als Einwohner.
Von diesen Stellen waren 20 in der Land- und Forstwirtschaft, 1033 im produzierenden Gewerbe, 4886 im Bereich Handel, Verkehr und Gastgewerbe, 4826 bei übrigen Dienstleistern. Insgesamt gab es 10.777 Einpendler und 2369 Auspendler.

### Wappen und Flagge
| Wappen Gde. Oberding | Blasonierung: „In Blau ein schräglinks gestelltes silbernes Sensenblatt.“ |
| Wappen Gde. Oberding | Wappenführung seit 25. Mai 1950.                                          |

Neben dem Wappen führt die Gemeinde eine Flagge in den Farben Blau-Weiß-Blau.

### Verwaltung
Die Gemeinde Oberding ist Mitglied der gleichnamigen Verwaltungsgemeinschaft. Das gleichnamige Kirchdorf ist Sitz der Verwaltung von Gemeinde und Verwaltungsgemeinschaft.

## Sehenswürdigkeiten
- kath. Pfarrkirche St. Johann Baptist in Aufkirchen, 1725–1730
- kath. Pfarrkirche St. Martin in Niederding, 1757–1760
- kath. Pfarrkirche St. Korbinian in Schwaig, 1903–1905
- kath. Filialkirche St. Georg in Oberding, 1701/1703, Turm aus dem 14. Jahrhundert
- kath. Filialkirche St. Nikolaus in Notzing, zweite Hälfte des 15. Jahrhunderts, Satteldachturm aus dem 13./14. Jahrhundert
- Schloss Notzing, ehem. Wasserburg, 14. Jahrhundert

## Wirtschaft und Infrastruktur

### Wirtschaft einschließlich Land- und Forstwirtschaft
Der zum größten Teil auf Gemarkung der Gemeinde gelegene Flughafen München, der 1992 eröffnet wurde, stellt den bedeutendsten Wirtschaftsfaktor dar. Eine ÖPNV-Anbindung gibt es mit den MVV-Buslinien 511 und 512 sowie mit der Linie 515 im südlichen Gemeindebereich Aufkirchen-Notzing-Notzingermoos.
Im Ortsteil Aufkirchen liegt das Wasserkraftwerk am Mittlere-Isar-Kanal. Entlang des Kanals verlief bis 1967 die zu dessen Bau errichtete Bahnstrecke Altenerding–Pfrombach.
Es gab 2016 nach der amtlichen Statistik im Bereich der Land- und Forstwirtschaft 19, im produzierenden Gewerbe 1180 und im Bereich Handel und Verkehr 6269 sozialversicherungspflichtig Beschäftigte am Arbeitsort. Als übrige Dienstleister waren 3802 Personen beschäftigt.

### Bildung
Im Jahr 2017 gab es in den Kindergärten und Kinderkrippen (einschl. Schulkindergarten) 357 Kinder.

In der Grund- und Mittelschule Oberding wurden 2018/2019 insgesamt 244 Schüler von 21 hauptamtlichen Lehrkräften unterrichtet, davon in der Grundschule 143 Schüler durch acht Lehrer.

Die Private Montessori-Volksschule Oberding - Aufkirchen hatte im Schuljahr 2018/2019 259 Schüler und mit 17 hauptamtliche Lehrkräfte.

An der Staatlichen Realschule Oberding unterrichteten 2020/2021 29 hauptamtliche Lehrkräfte 415 Schüler.